# شوليسوا سيتهول
شوليسوا سيتهول (بالإنجليزية: Xoliswa Sithole)‏، هي مُمثلة ومُخرجة أفلام وثائقية جنوب أفريقية. شاركت سنة 1987 في فيلم صرخة الحرية، وفازت سنة 2004 بجائزة البافتا لأفضل فيلم وثائقي عن فيلم «أيتام نكاندلا» (بالإنجليزية: The Orphans of Nkandla)‏. كما كانت سنة 1999 سفيرة جنوب أفريقيا إلى مهرجان كان السينمائي.

## روابط خارجية
شوليسوا سيتهول على موقع IMDb (الإنجليزية)
- شوليسوا سيتهول على موقع كينوبويسك (الروسية)